# Андреевка (Каховский район)
Андреевка (укр. Андріївка) — село в Чаплинской поселковой общине Каховского района Херсонской области Украины.
Население по переписи 2001 года составляло 190 человек. Почтовый индекс — 75210. Телефонный код — 5538. Код КОАТУУ — 6525482302.

## Местный совет
75210, Херсонская обл., Чаплинский р-н, с. Магдалиновка, ул. Молодёжная, 30